# هری کورتیس (مدیر فوتبال)
هری کورتیس (انگلیسی: Harry Curtis؛ ۲۲ ژانویه ۱۸۹۰ – ۳۰ ژانویهٔ ۱۹۶۶) بازیکن فوتبال اهل بریتانیا بود.
از باشگاه‌هایی که در آن بازی کرده‌است می‌توان به باشگاه فوتبال رومفورد اشاره کرد.